# Gants parlants
Les gants parlants du projet GRASP (Glove-based Recognition of Auslan using Simple Processing), permettent la communication entre les sourds pratiquants la langue des signes australienne et les entendants. Ils ont été inventés par un chercheur en informatique australien d'origine égyptienne, Waleed Kadous, à l'Université de Nouvelle-Galles du Sud et à l'ARC Centre of Excellence for Autonomous Systems. Cet appareil a également été adapté à la langue des signes vietnamienne

## Principe de fonctionnement
C’est un gant revêtu de carbone relié par liaison sans fil à un ordinateur. Le gant peut détecter les gestes au moyen de capteurs par exemple les angles de flexion des phalanges et les déplacements de la main dans l'espace. Il y a des capteurs angulaires des articulations, appelé « capteur inductif de déplacement », car son principe repose sur le magnétisme. Il y a également des capteurs d'accélération à l'arrière. Ils mesurent les mouvements du gant dans l'espace. Ce nouveau gant mesure en plus la position exacte de la main et de l’avant-bras grâce à des accéléromètres fonctionnant en deux dimensions. Le système calcule les mouvements exécutés par le porteur. Il peut traduire des mouvements rapides même si la personne qui s’exprime doit, pour l’instant, éviter de faire des gestes trop brusques.
Ces données sont transmises à un ordinateur qui se charge de décoder les mots et expressions ainsi que les 26 lettres de la langue des signes grâce à un logiciel et ensuite de les traduire en anglais. Les phrases ainsi reconstituées sont alors prononcés par une voix électronique ou transcrite en texte sur un écran.
Les essais effectués jusqu'à maintenant ont permis d'obtenir une marge d'erreur de seulement 5 %.

## Applications
Ce système pourrait être utile à toutes les personnes sourdes signantes pour se faire comprendre par un entourage qui ne connait pas la langue des signes. Le gant aurait aussi des applications militaires. Il pourrait permettre à des soldats de communiquer à distance dans des situations où ils ne peuvent pas parler, par exemple, un commando en opération. Le gant peut aussi servir à savoir si un patient peut encore saisir des objets et avec quelle précision. On peut aussi imaginer de commander un robot par des gestes. On va pousser l'imagination pour que tous les processus mis en jeu soit inclus dans un simple gant, capable de «prononcer» les mots ainsi gesticulés (ce qui permet d’éviter d’utiliser un ordinateur). Peut-être, un jour, le gant à capteurs saura-t-il même traduire toute la richesse du langage des signes à un aveugle...